# Na'vi (jezik)
Jezik naʼvi (naʼvi: Lìʼfya leNaʼvi) je izmišljeni umetni jezik, prvotno narejen za film Avatar iz leta 2009. V filmski franšizi jezik govorijo Naʼvi, rasa razumnih človečnjakov, ki izvirajo iz nezemeljske lune Pandora. Jezik je ustvaril Paul Frommer, profesor na USC Marshall School of Business z doktoratom iz jezikoslovja. Naʼvi je zasnoval tako, da ustreza zamisli režiserja Jamesa Camerona o tem, kako naj bi jezik zvenel v filmu. Naučiti so se ga morali igralci v filmu, hkrati pa ni smel biti preveč podoben kateremu izmed človeških jezikov.
Potem ko so film leta 2009 objavili, je imel naʼvi vedno večji besedni zaklad in je obsegal približno tisoč besed, vendar je bilo razumevanje njegove slovnice omejeno na ustvarjalca jezika. Vendar se je to pozneje spremenilo, saj je Frommer leksikon razširil na več kot 2600 besed in objavil slovnico, s čimer je naʼvi postal relativno popoln, učljiv in uporaben jezik.

## Izvor
Jezik naʼvi izvira iz zgodnjega dela Jamesa Camerona o Avatarju. Leta 2005, ko je bil film še v obliki scenarija, je Cameron menil, da potrebuje popoln, dosleden jezik, ki bi ga ta bitja govorila. Napisal je približno trideset besed za ta jezik, vendar je želel, da jezikoslovec ustvari jezik v celoti. Njegovo produkcijsko podjetje Lightstorm Entertainment je stopilo v stik z oddelkom za jezikoslovje na Univerzi Južne Kalifornije (USC) in iskalo nekoga, ki bi ga zanimalo ustvarjanje takega jezika. Edward Finegan, profesor jezikoslovja na USC, je mislil, da bo projekt pritegnil Paula Frommerja, s katerim sta ustvarila jezikoslovni učbenik in mu je posredoval Lightstormovo poizvedbo. Frommer in Cameron sta se srečala, da bi razpravljala o režiserjevi zamisli jezika in njegovi uporabi v filmu; na koncu sestanka je Cameron Frommerju stisnil roko in rekel: »Dobrodošel.«
Na podlagi Cameronovega začetnega seznama besed, ki so imele po Frommerju »polinezijski priokus«, je jezikoslovec razvil tri različne nize besed in besednih zvez brez smisla, ki so izražale občutek, kako bi lahko zvenel tuji jezik: eden, ki uporablja tonemsko naglaševanje, eden z uporabo različnih dolžin samoglasnikov in eden z izdišnimi soglasniki. Od teh treh so bili Cameronu najbolj všeč izdišni soglasniki. Njegova izbira je določila fonologijo, ki bi jo Frommer uporabil pri razvoju preostalega jezika naʼvi – oblikoslovja, skladnje in začetnega besedišča – naloga, ki je zahtevala šest mesecev.

## Razvoj
Potreben besednjak jezika naʼvi za scenarij filma je ustvaril Frommer. Ko so v na'viju začeli govoriti igralci filma Avatar, je bil jezik že dovolj razvit, in igralci so morali med avdicijami brati in izgovarjati naʼvi. Med snemanjem je Frommer sodeloval z igralsko zasedbo, jim pomagal razumeti njihov govor v jeziku naʼvi in jim svetoval glede njihove izgovarjave, naglasa in intonacije. Igralci so pogosto delali napake pri izgovarjavi. V nekaterih primerih so bile te napake verjetno razložene kot napake, ki bi jih naredili njihovi človeški značaji med učenjem jezika v vesolju; v drugih primerih so bile napake vključene v jezik.
Frommer je besedišče še razširil maja 2009, ko je delal na videoigri Avatar, ki je zahtevala besede v jeziku naʼvi, ki niso bile potrebne za filmski scenarij in zato še niso bile izumljene. Frommer je v naʼvi prevedel tudi štiri sklope besedil pesmi, ki jih je napisal Cameron v angleščini, in je pomagal pevcem pri izgovarjavi med snemanjem glasbe Jamesa Hornerja Avatar. V času izida filma 18. decembra 2009 je besednjak jezika naʼvi obsegal približno 1000 besed.
Delo na jeziku naʼvi se je nadaljevalo tudi po izidu filma. Frommer dela na zbirki, ki jo namerava v bližnji prihodnosti predati Foxu. Upa, da bo jezik »imel svoje življenje«, in meni, da bi bilo »čudovito«, če bi jezik razvil sledilce. Od takrat je pridobil sledilce, kar je razvidno iz vse večjih skupnosti učencev tega jezika. Skupnostni Lexical Expansion Project je skupaj s Frommerjem leksikon razširil za več kot 50 odstotkov.
Frommer vodi tudi blog Na'viteri, kjer redno objavlja dodatke k leksikonu in pojasnila o slovnici. Naʼviteri je močno prispeval k rasti jezika naʼvi neodvisno od Frommerjeve pogodbe z 20th Century Fox.

## Zgradba in uporaba
Jezik naʼvi je bil razvit ob treh pomembnih omejitvah. Prvič, Cameron je želel, da jezik zveni tuje, vendar prijetno in privlačno za občinstvo. Drugič, ker je zgodba vključevala ljudi, ki so se morali naučiti govoriti jezik, je moral biti jezik, ki bi se ga ljudje lahko naučili govoriti. In končno, igralci bi morali biti sposobni pogovora v jeziku naʼvi brez večjih težav. Jezik v svoji končni obliki vsebuje več prvin, ki so neobičajne v človeških jezikih, kot je spreganje z uporabo medpon. Vse jezikovne prvine naʼvi najdemo v človeških jezikih, vendar je njihova združitev edinstvena.

### Glasoslovje in pravopis
Naʼvi nima zvenečih zapornikov, kot so [b] [d] [ɡ], ima pa izdišne soglasnike [pʼ] [tʼ] [kʼ], ki se zapisujejo px, tx, kx. Ima tudi zlogotvorna soglasnika ll in rr. Samoglasnikov je sedem: a, ä, ei, ì, o, u. Čeprav so bili vsi glasovi zasnovani tako, da jih lahko izgovorijo človeški igralci v filmu, obstajajo nenavadni soglasniški sklopi, kot v fngap [fŋap] "kovina".
Zlogi v na’viju so lahko preprosti in jih lahko tvori na primer en samoglasnik ali zapleteni (kot skxawng "moron" ali fngap "zgoraj" (obe sog.-sog.-sam.-sog.).
Izmišljeni jezik naʼvi iz Pandore se sicer ne zapisuje; dejanski (studijski) jezik pa je za igralce filma Avatar napisan v latinici. Nekatere besede vključujejo: zìsìt "leto", fpeio "obredni izziv", ’awve "prvi" ('aw "ena"), muiä "pošteno", tireaioang "duhovna žival", tskxe "skala", kllpxìltu "ozemlje", uniltìrantokx "avatar" (sanje-hoja-telo).

#### Samoglasniki
Obstaja sedem preprostih samoglasnikov:
|                 | sprednji | zadnji    |
| --------------- | -------- | --------- |
| visoki / zaprti | i ⟨i⟩    | u ~ ʊ ⟨u⟩ |
| visoki / zaprti | ɪ ⟨ì⟩    | u ~ ʊ ⟨u⟩ |
| sredinski       | ɛ ⟨e⟩    | o ⟨o⟩     |
| nizki / odprti  | æ ⟨ä⟩    | a ⟨a⟩     |

Obstajajo še štirje dvoglasniki: aw [aw], ew [εw], ay [aj], ey [εj] in dva zlogotvorna soglasnika: ll [l̩] in rr [r̩], ki se običajno obnašata kot samoglasnika.
Upoštevajte, da je e srednje odprt (široki sredinski), medtem ko je o srednje zaprt (ozki sredinski) in da ni *oy. Glas rr je močno zatresen, glas ll pa je "lahek" (navaden), nikoli "trd" (mehkoneben) *[ɫ̩] .
Ti samoglasniki se lahko pojavljajo v zaporedjih, kot v polinezijskih jezikih, svahilščini in japonščini. Vsak samoglasnik šteje kot zlog, tako da ima npr. tsaleioae šest zlogov, [tsa.lɛ.i.o.a.e], meoauniaea pa osem, [mɛ.o.a.u.ni.a.ɛ.a] .
Naʼvi ne razlikuje med dolžino ali tonom samoglasnika, ima pa jakostno naglaševanje: túte "oseba", tuté "ženska". Čeprav se naglas lahko premika z izpeljavo, kot tukaj, nanj ne vpliva pregibanje (skloni pri samostalnikih, čas pri glagolih itd. ). Tako ima na primer glagol lu ("biti") naglas na svojem edinem samoglasniku, u, in ne glede na to, kako se pregiba, naglas ostane na tem samoglasniku: lolú "je bil" ( l ⟨ol⟩ u ), lolängú "je bil (uf!)" ( l ⟨ol⟩ ⟨äng⟩ u ) itd.

#### Soglasniki
Soglasnikov je dvajset. Obstajata dve latinični prečrkovanji: ena, ki se bolj približuje posplošitvi ene črke na glasnik, s c in g za [ts] in [ŋ] (vrednosti, ki jih imata v večini vzhodne Evrope oziroma Polinezije), in prilagojeno prečrkovanje, uporabljeno za igralce, z dvočrkjem ts in ng, uporabljenima za te glasove. Pri obeh prečrkovanih so izdišni soglasniki zapisani z dvočrkji v x, dogovor, za katerega se zdi, da nima zunanjega izvora, vendar bi jo lahko navdihnila esperantski dogovor pisanja <i id="mw3A">x</i> kot nadomestka za strešico.
|           |            | ustnični | dlesnični   | trdonebni | mehkonebni | glasilčni |
| --------- | ---------- | -------- | ----------- | --------- | ---------- | --------- |
| nosnik    | nosnik     | m ⟨m⟩    | n ⟨n⟩       |           | ŋ ⟨ng (g)⟩ |           |
| zapornik  | navadni    | p ⟨p⟩    | t ⟨t⟩       |           | k ⟨k⟩      | ʔ ⟨ʼ⟩     |
| zapornik  | izdišni    | pʼ ⟨px⟩  | tʼ ⟨tx⟩     |           | kʼ ⟨kx⟩    |           |
| zlitnik   | zlitnik    |          | ts ⟨ts (c)⟩ |           |            |           |
| pripornik | nezveneči  | f ⟨f⟩    | s ⟨s⟩       |           |            | h ⟨h⟩     |
| pripornik | zveneči    | v ⟨v⟩    | z ⟨z⟩       |           |            |           |
| drsnik    | navadni    | w ⟨w⟩    | ɾ ⟨r⟩       | j ⟨y⟩     |            |           |
| drsnik    | obstranski |          | l ⟨l⟩       |           |            |           |

Priporniki in zlitniki f, v, ts, s, z in h so omejeni na začetek zloga; drugi se lahko pojavijo na začetku ali na koncu (čeprav se wy v končnem položaju štejejo za dele dvoglasnikov, saj se pojavljajo samo kot ay ey aw ew in jim lahko sledi drug končni soglasnik, kot v skxawng "moron"). Poleg tega, da se pojavljajo pred samoglasniki, lahko f, ts, s tvorijo soglasniške sklope s katerimkoli od neomejenih soglasnikov ( zaporniki in drsniki ) razen ', kar pomeni 39 skupin. Druga zaporedja se pojavljajo prek meja zlogov, kot sta Naʼvi [naʔ.vi] in ikran [ik.ɾan] "banshee".
Zaporniki p, t, k so tenusni, kot v španščini ali francoščini. V končnem položaju nimajo slišne sprostitve, kot v indonezijščini in drugih jezikih jugovzhodne Azije, pa tudi v številnih narečjih angleščine v besedah, kot je "bat". R je tap/flap, kot v španščini in indonezijščini; sliši se podobno kot tt ali dd v ameriški izgovorjavi besed latter/ladder .

#### Glasovna sprememba
Zaporniki se po določenih predponah in predlogih podvržejo mehčanju. Izdišni soglasniki px, tx, kx postanejo ustrezni zaporniški p, t, k; zaporniki in zlitniki pt. ts. k postanejo ustrezni priporniki f, s, h ; in glasilčni zapornik v celoti izgine. Na primer, množinska oblika za po "on(a)" je ayfo "oni", pri čemer p oslabi v f za predpono ay-.
Mehčanje ima svoj pomen, ko lahko množinsko predpono po želji izpustimo. V zgornjem primeru lahko ayfo skrajšamo na fo. Podobno množina od tsmukan "brat" je lahko smukan (iz aysmukan).

### Slovnica
Naʼvi ima prost vrstni red besed . Na primer, "Vidim te / Gledam te" (običajni pozdrav v jeziku naʼvi, iz. ang. "I see you") lahko v naʼvi zapišemo takole:
Oel ngati kameie
Ngati oel kameie
Oel kameie ngati
Ko postanejo stavki bolj zapleteni, morajo nekatere besede, kot so pridevniki in nikalnice, ostati na bolj ali manj istem mestu v stavku, odvisno od tega, kaj pridevnik ali nikalnica opisuje.
"Danes je dober dan"
Fìtrr lu sìltsana trr
Sìltsana trr fìtrr lu
V tem primeru pridevnik sìltsan(a) (dober) bo moral ostati pri samostalniku trr (dan), zato bo stavek omejen na manj kombinacij pri oblikovanju stavka, a dokler sledi samostalniku ali je pred njim, je stavek v redu. Če člen a postavimo pred pridevnik, lahko pridevnik postavimo za samostalnikom:
Fìtrr lu trr asìltsan

#### Samostalniki
Samostalniki v jeziku naʼvi kažejo večje številčne razlike kot tisti v večini človeških jezikov: poleg ednine in množine nimajo le posebnih dvojiških oblik za parne stvari (oči, roke, starši itd.), ki so običajne v človeškem jeziku ( angleščina ima ostanek v "both"), pa tudi trojiške oblike za tri elemente, ki jih na Zemlji najdemo samo z zaimki. Spol je označen le občasno (in neobvezno).
Množinska predpona je ay+, dvojinska pa me+. Oba sprožita mehčanje (označen z znaki "+" in ne z vezaji, ki običajno označujejo meje predpon). Pri samostalnikih, ki so podvrženi mehčanju, se lahko množinska predpona izpusti, tako da je množina tokx "telo" bodisi aysokx ali samo sokx. .
Samostalnike moškega in ženskega spola lahko ločimo s pripono. Ni (določnih oz. nedoločnih) členkov (kot v ang. npr. a/an, the).
Samostalniki se v tripartivnem sistemu sklanjajo, kar je med človeškimi jeziki redko. V tripartitnem sistemu obstajajo različne oblike za predmet klavzule, kot v "on brca žogo "; zastopnik prehodne klavzule, ki ima tak predmet, kot v " on brca žogo"; in osebek neprehodne klavzule, ki nima predmeta, kot v " he runs". Predmet zaznamujemo s tožilniško pripono -ti, zastopnik pa z ergativno pripono -l, neprehodni osebek pa nima pripone za sklon. Uporaba takšnih primerov pušča besedni red v naʼvi večinoma prost.

Obstajata še dva primera— rodilnik na -yä, dajalnik na -ru — ter označevalec teme -ri . Slednji se uporablja za uvedbo teme klavzule in je nekoliko enakovreden japonskemu wa in veliko manj običajnemu angleškemu "as for". Predstavlja prednost pri samostalniku: ko je samostalnik aktualen, običajno na začetku stavka, prevzame pripono -ri namesto pripone, ki bi jo pričakovali glede na njegovo slovnično vlogo. Na primer v

| Oe-ri | ontu | teya | l⟨äng⟩u |
| Jaz   | nos  | poln | biti    |
"Moj nos je poln (njegovega nagnusnega vonja)", dobesedno "Kakor zame, (moj) nos je poln"
ker je tema "jaz", je osebek "nos" povezan z "jaz": To pomeni, da se razume kot "moj nos". "Nos" sam po sebi ni označen za velike in male črke, saj je predmet neprehodnega glagola "biti". Vendar se v večini primerov za ta namen uporablja rodilniško znamenje -yä.
Vlogo samostalnika v stavčnem členu lahko poleg naklona označimo tudi s prilastki. Katerikoli prilastek se lahko pojavi bodisi kot predlog pred samostalnikom ali kot naslonka za samostalnikom, kar omogoča več svobode, kot jo dopušča angleščina. Na primer, "s teboj" je lahko hu nga ali ngahu. Ko se uporabljajo kot naslonke, so zelo podobni številnim primerom v madžarščini in finščini. Kadar se uporabljajo kot predlogi, bolj v skladu s tem, kar počne angleščina, nekateri od njih sprožijo mehčanje. Eden od mehčalnih predlogov je mì "v", kot v mì sokx "v telesu". To lahko povzroči nekaj dvoumnosti s kratkimi množinami: mì sokx lahko tudi okrajšava za mì aysokx "v telesih". 
Naʼvijski zaimki izražajo kluzivnost. To pomeni, da obstajajo različne besede za "mi", odvisno od tega, ali govorec vključuje svojega naslovnika ali ne. Obstajajo tudi posebne oblike za »midva« (z ali brez naslovnika), »mi trije« itd. Ne sklanjajo se glede na spol; čeprav je mogoče ločiti "on" od "ona", je razlikovanje neobvezno.
Sklonljivi obliki "jaz" in "ti" sta ohe in ngenga. Svojilne oblike vključujejo ngeyä "tvoj" in peyä "njen/njegov". "On" in "ona" se lahko po želji razlikujeta kot poan in poé .
Slovnične razlike, ki jih naredijo samostalniki, naredijo tudi zaimki.

#### Pridevniki
Pridevniki v naʼviju so nepregibni – to pomeni, da se ne ujemajo s samostalnikom, ki ga spreminjajo – in se lahko pojavijo pred ali za samostalnikom. Označuje jih zlog a, ki je pripet na strani, ki je najbližje samostalniku. Na primer, "dolga reka" se lahko izrazi kot

| ngim-a | kilvan |
| dolg   | reka   |
"dolga reka"
ali kot

| kilvan | a-ngim |
| reka   | dolg   |
"dolga reka"
Prosti besedni red velja za vse člene: rodilniki (svojilni) in podredni stavki so lahko tudi pred ali za samostalnikom, ki ga natančneje določajo. Slednje zlasti omogoča tudi veliko svobodo izražanja.

Pridevniška predpona a- se uporablja le, kadar pridevnik spreminja samostalnik. Predikativni pridevniki namesto tega uporabijo glagol "biti" lu :

| kilvan | ngim | lu   |
| reka   | dolg | biti |
"reka je dolga"

#### Glagoli
Glagoli se spregajo glede na čas in vid, ne pa glede na osebo. To pomeni, da označujejo razlike, kot so "sem, bil sem, bi", ne pa kot "sem, smo, on/ona je". Spreganje se opira izključno na medpono ⟨ol⟩ .
Za medpone sta dve mesti: za začetkom (neobvezni soglasnik/i) predzadnjega zloga in za začetkom zadnjega zloga. Ker ima veliko Na'vi glagolov dva zloga, se ti običajno pojavljajo na prvem in zadnjem zlogu. V enozložnih besedah, kot je lu "be", se obe pojavita po začetnem začetku in ohranjata svoj relativni vrstni red.
Prvo medponsko mesto zavzemajo medpone za čas, vid, naklon ali njihove kombinacije; v tem položaju se pojavljajo tudi oblike deležnika, povratnega glagola in vzročnika, od katerih se zadnja dva lahko pojavita skupaj s časovno/vidno/razpoloženjsko medpono tako, da stojita pred njim. Slovnični časi so preteklost, nedavna preteklost, sedanjost (neoznačena), prihodnost in neposredna prihodnost; glagolski vid je dovršni in nedovršni.
taron [loviti] "lovi"
t ⟨ìm⟩ aron [lov] "pravkar je lovil"
t ⟨ay⟩ aron [loviti ] "bo lovil"
t ⟨er⟩ aron [loviti ] "loveč"
t ⟨ol⟩ aron [loviti] "je ulovil"
t ⟨ì⟨r⟩m⟩ aron [loviti] "je ravnokar lovil"
Časa in vida ni treba označiti, če ju je mogoče razumeti glede na kontekst ali drugje v stavku.
Drugo mesto medpone zavzemajo medpone za razpoloženje (odnos govorca, bodisi pozitiven ali negativen) in za evidentnost (negotovost ali posredno znanje). Na primer, v pozdravu v razdelku o samostalnikih, Oel ngati kameie "Vidim te / Gledam te", se glagol kame "videti" sklanja pozitivno kot kam⟨ei⟩e, da nakaže zadovoljstvo, ki ga ima govornik, ko vas je srečal. V naslednjem stavku Oeri ontu teya längu "Moj nos je poln (njegovega vonja)", pa se izraz teya lu "je poln" sklanja slabšalno kot teya l⟨äng⟩u, da nakaže govorčev odpor do izkušnje. Primeri z obema zapolnjenima mestoma medpone:
t⟨ìrm⟩ar ⟨ei⟩on [loviti] "je ravnokar lovil": Govorec je tega vesel, bodisi zaradi uspeha ali zgolj zaradi užitka pri lovu
t⟨ay⟩ar⟨äng⟩on [loviti] "bo lovil": Govorec je zaskrbljen ali se zaradi tega dolgočasi

#### Števniki

##### Glavni števniki
Na'vi uporabljajo osmiški sistem štetja, saj imajo na vsaki roki štiri prste (na obeh rokah skupaj torej osem), s katerimi štejejo. To je podobno z običajnim človeškim načinom štetja, ki je desetiški, saj imamo na vsaki roki pet prstov (skupaj deset).
Osmiški sistem je številski sistem z osnovo 8, ki uporablja števke 0, 1, 2, 3, 4, 5, 6, 7. V spodnji preglednici so zgoraj osmice (v desetiškem sistemu bi to bile desetice), na levi pa enice (po osmiško se šteje: 08, 18, 28, 38, 48, 58, 68, 78, 108, 118, 128, 138, 148, 158, 168, 178, 208, 218, 228, 238, 248, 258, 268, 278, 308 ...). Preglednica torej obsega števila od 0 do 778 (oz. 6310) (podpisana 8 označuje, da je število zapisano v osmiškem sistemu, 10 pa v desetiškem).
| E8 \ D8 | 0     | 1 vo-(108 / 810) | 2 me-(208 / 1610) | 3 px-(308 / 2410) | 4 tsì-(408 / 3210) | 5 mrr-(508 / 4010) | 6 pu-(608 / 4810) | 7 ki-(708 / 5610) |
| 0 -vol  | kew   | vol              | mevol             | pxevol            | tsìvol             | mrrvol             | puvol             | kivol             |
| 1 -aw   | 'aw   | volaw            | mevolaw           | pxevolaw          | tsìvolaw           | mrrvolaw           | puvolaw           | kivolaw           |
| 2 -mun  | mune  | vomun            | mevomun           | pxevomun          | tsìvomun           | mrrvomun           | puvomun           | kivomun           |
| 3 -pey  | pxey  | vopey            | mevopey           | pxvopey           | tsìvopey           | mrrvopey           | puvopey           | kivopey           |
| 4 -sìng | tsìng | vosìng           | mevosìng          | pxevosìng         | tsìvosìng          | mrrvosìng          | puvosìng          | kivosìng          |
| 5 -mrr  | mrr   | vomrr            | mevomrr           | pxvomrr           | tsìvomrr           | mrrvommr           | puvomrr           | kivomrr           |
| 6 -fu   | pukap | vofu             | mevofu            | pxevofu           | tsìvofu            | mrrvofu            | puvofu            | kivofu            |
| 7 -hin  | kinä  | vohin            | mevohin           | pxevohin          | tsìvohin           | mrrvohin           | puvohin           | kivohin           |

V tej preglednici pa so navedena še višja števila:
| Ax \ 108B | 108 / 810 | 1008 / 6410 | 1.0008 / 51210 | 10.0008 / 409610 |
| x1        | vol       | zam         | vozam          | zazam            |
| x2        | mevol     | mezam       | mevozam        | mezazam          |
| x3        | pxevol    | pxezam      | pxevozam       | pxezazam         |
| x4        | tsìvol    | tsìzam      | tsìvozam       | tsìzazam         |
| x5        | mrrvol    | mrrzam      | mrrvozam       | mrrzazam         |
| x6        | puvol     | puzam       | puvozam        | puzazam          |
| x7        | kivol     | kizam       | kivozam        | kizazam          |

##### Vrstilni števniki
Vrstilni števniki imajo (nenaglašeno) končnico -ve. Vendar so oblike nekoliko nedosledne; na splošno temeljijo na kratkih/skupnih oblikah števnikov, vendar pa "tretji" in "osmi" temeljita na dolgih/končnih oblikah.
| glavni št. | vrstilni št. | osmiško | desetiško |
| ---------- | ------------ | ------- | --------- |
| 'aw        | awve         | 1.      | 1.        |
| mune       | muve         | 2.      | 2.        |
| pxey       | pxeyve       | 3.      | 3.        |
| tsìng      | tsìve        | 4.      | 4.        |
| mrr        | mrrve        | 5.      | 5.        |
| pukap      | puve         | 6.      | 6.        |
| kinä       | kive         | 7.      | 7.        |
| vol        | volve        | 10.     | 8.        |
| volaw      | volawve      | 11.     | 9.        |
| vomun      | vomuve       | 12.     | 10.       |
| vopey      | vopeyve      | 13.     | 11.       |
| vosìng     | vosìve       | 14.     | 12.       |
| vomrr      | vomrrve      | 15.     | 13.       |
| vofu       | vofuve       | 16.     | 14.       |
| vohin      | vohive       | 17.     | 15.       |
| mevol      | mevolve      | 20.     | 16.       |
| mevolaw    | mevolawve    | 21.     | 17.       |

Številke tvorijo različne izpeljanke, kot so 'awpo "posameznik", nì'awve "prvi(a)" (kot v "bil(a) sem prvi(a)"), 'awsiteng "skupaj" (eno-ob-enem), kawtu "nihče" (ne-ena-oseba), kawkrr "nikoli" (ne-eden-čas), nì'aw "samo" (eno-eno) in nì'awtu "sam" (eno-eno-oseba), vse iz 'aw "eden"; tudi nìmun "spet" (drugič) in morda muntxa "par" iz mune "dva".
Obstajata dve besedi za "enkrat", 'awlie in 'awlo, katerih razlika ni jasna. "Dvakrat" je melo.

### Besednjak
Jezik naʼvi ima trenutno več kot 2600 besed. Te vključujejo nekaj angleških izposojenih besed, kot je kunsìp ang. "gunship". Celoten slovar, vključno z liho pregibno obliko, je na voljo na spletnem naslovu http://dict-navi.com . Poleg tega skupnost govorcev sodeluje z dr. Frommerjem pri nadaljnjem razvoju jezika. Naʼvi je zelo modularen jezik in skupno število uporabnih besed daleč presega 2.600 slovarskih besed. Na primer: rol "péti" → tìrusol "dejanje petja - petje" ali ngop "ustvariti" → ngopyu "stvarnik". V korpusu Naʼvi je veliko rešitev z uporabo obstoječih besed, kot je eltu lefngap "kovinski možgani" za "računalnik" in palulukantsyìp "mali tanator " za "mačko".

### Fraze
| Na'vi                         | slovenski prevod                                   |
| ----------------------------- | -------------------------------------------------- |
| kaltxì                        | "Pozdravljeni"                                     |
| oel ngati kameie              | "Vidim te"                                         |
| ngaru lu fpom srak?           | "Si v redu?" (Si miren? / se dobro pučutiš?)       |
| fyape syaw fko ngar?          | "Kako ti je ime?" (Kako te imenujejo?)             |
| oeru syaw ____                | "Ime mi je _" (imenujejo me_)                      |
| ngaru tut?                    | "In tebi?"                                         |
| rutxe                         | "Prosim."                                          |
| irayo                         | "Hvala."                                           |
| kea tìkin                     | "Ni za kaj. Z veseljem."                           |
| nìprrte’                      | "Z veseljem"                                       |
| smon nìprrte’                 | "Lepo te je srečati/spoznati" (prijetno seznanjen) |
| zola‘u nìprrte’               | "Dobrodošel"                                       |
| frrfeien                      | "Vesel obiska"                                     |
| Ngari solalew zìsìt apolpxay? | "Koliko si star?" (koliko let vam je minilo?)      |
| Oeri solalew zìsìt a____      | "Star sem ____ let"                                |
| nga za‘u ftu peseng?          | "Od kod prihajaš?"                                 |
| za‘u oe ftu ____              | "Prihajam iz ____"                                 |
| nga yawne lu oer              | "Rad te imam"                                      |
| hayalovay                     | "Do naslednjič"                                    |
| kìyevame                      | "Kmalu se vidimo."                                 |
| Eywa ngahu                    | "(Naj je) Eywa s teboj"                            |

#### Frazemi
| Na'vi               | slovenski prevod                                                                        |
| ------------------- | --------------------------------------------------------------------------------------- |
| Fwäkì ke fwefwi     | "Bogomolka ne piska" - ne pričakuj, da bo nekdo naredil nekaj, kar ni v njegovi naravi. |
| taronyut yom smarìl | "Plenilec poje lovca" - vse, kar gre narobe, gre lahko narobe.                          |

#### Vprašanja in kazalni zaimki
Vprašanja, na katera se odgovorja z da/ne, se postavljajo z vprašalnico srak?. Vprašanja, s katerimi sprašujemo po določenih podatkih, se zastavljajo z vprašalnicami, ki temeljijo na mehčalnem morfemu "pe" (kateri?). Te ustrezajo kazalnim zaimkom v fì (ta) in tsa (tisti) (tožilnik tsat).
To so le najpogostejše oblike; pe, fì (in njegova množina fay "tí") in tsa se lahko kombinirajo s katerim koli samostalnikom (brez atributivnega a; prim. kea "ne" + samostalnik), z morfemi v tabeli pa se lahko kombinirajo tudi druge besede, na primer tengfya ("kot, enako, na enak način"), tengkrr ("medtem ko, istočasno") in ke'u ("nič").
| vprašanje v Na'vi | prevod                 | Na'vi (za bližnje) | prevod         | Na'vi (za oddaljeno) | prevod               |
| ----------------- | ---------------------- | ------------------ | -------------- | -------------------- | -------------------- |
| peu, 'upe         | "kaj? katera stvar?"   | fì'u               | "to, ta stvar" | tsa'u                | "tisto, tista stvar" |
| pesu, tupe        | "kdo?"                 |                    |                | tsatu                | "tista oseba"        |
| pefya, fyape      | "kako?"                | fìfya              | "tako"         |                      |                      |
| pehem, kempe      | "kaj? katero dejanje?" | fìkem              | "to (dejanje)" | tsakem               | "tisto (dejanje)"    |
| pehrr, krrpe      | "kdaj?"                |                    |                | tsakrr               | "takrat"             |
| pelun, lumpe      | "zakaj?"               |                    |                |                      |                      |
| peseng, tsengpe   | "kje?"                 | fìtseng(e)         | "tukaj"        | tsatseng             | "tam"                |